# عضل عدني كبير
عضل عدني كبير هو نوع من القوارض من جنس اليربوع، ينتشر أساسا في السعودية واليمن.